# Pommeret
 Pommeret  (en bretón Peuñvrid) es una población y comuna francesa, situada en la región de Bretaña, departamento de Côtes-d'Armor, en el distrito de Saint-Brieuc y cantón de Lamballe.

## Demografía
| 1069 | 1108 | 1148 | 1426 | 1696 | 1709 |
| Para los censos de 1962 a 1999 la población legal corresponde a la población sin duplicidades (Fuente: INSEE [Consultar]) |      |      |      |      |      |